# Multán
Multán (urdu nyelven: مُلتان ) város Pakisztánban, az ország földrajzi középpontján, az Indus folyó völgyében, Pandzsáb tartomány területén. Lakossága 2013-ban 1 871 000 fő volt.
Multán kereskedelmi és ipari központ. A városban műtrágyát, kozmetikumokat, üveget állítanak elő. Jelentős a ruházati ipar, a malomipar és az élelmiszeripar (például a cukorgyártás). A környező mezőgazdasági vidék kereskedelmi központja és terményeinek feldolgozója. Híres a kézműiparáról is (szőnyegek, kerámia).

## Fekvése
Pakisztán középső részén, Pandzsáb tartomány középpontjától kissé délnyugatra fekszik a Csenáb folyó keleti partjának közvetlen közelében. Térsége síkvidék, környékének jelentős részét citrus- és mangóültetvények borítják. A település nemzetközi repülőteréről belföldi járatok mellett a Perzsa-öböl térségében fekvő városokba indulnak járatok.

## Története
Multán Dél-Ázsia legrégebbi városai közé tartozik. Neve egy ősi, még a muszlim korszak előtti időkből származó napszentély bálványából származik. I. e. 326-ban Nagy Sándor hódította meg a várost. I. sz. 641-ben Hszüan-cang kínai buddhista szerzetes is ellátogatott ide, majd a következő évszázadban az arabok foglalták el. 1005-ben Mahmúd gaznavida szultán, majd 1398-ban Timur Lenk hódította meg. A 16. és 17. században, a korai mogul uralkodók idején béke honolt a térségben. 1818-ban Randzsít Szinh szikh vezető szerezte meg a várost, majd 1848-tól 1947-ig a briteké volt. Amikor 1848-ban a britek elfoglalták, lerombolták a város fellegvárának nagy részét. Multán 1947 óta a független Pakisztán része.

## Nevezetességek, látnivalók
Multánban számos szúfi szentély található: ezek még abból a korból, a 11. és 12. századból származnak, amikor a város jelentős kereskedelmi központként nagy számú szúfi misztikust vonzott magához: innen ered a Szentek Városa elnevezés is. A 14. századtól kialakult egy jellegzetes multáni építészeti stílus, amely főként síremlékek, mauzóleumok építésében nyilvánult meg. Ezek közül több rendkívül értékes építmény máig fennmaradt.

## Sport
A városban, ahogy egész Pakisztánban is, igen népszerű sport a krikett. Multán a székhelye a világ legerősebb krikettbajnokságai közé tartozó Pakistan Super League egyik csapatának, a Multan Sultansnak. Hazai pályájuk a 2001-ben megnyílt Multáni Nemzetközi Krikettstadion.